# 송빈
송빈은 조선시대 임진왜란 최초의 의병장이다. 본관은 청주 송씨이며, 호는 송담, 김해 사충신의 한 사람이다. 일본과 김해 회현동에서 싸우다가  순절한 바위가 있는데 그 바위 이름은 송공순절암이다.

## 참고 문헌
- 선조실록
- 선조수정실록
- 국조보감
- 순암문집
- 김해읍지
- 사충단사